# Memphis (Indiana)
Memphis es un lugar designado por el censo ubicado en el condado de Clark en el estado estadounidense de Indiana. En el Censo de 2010 tenía una población de 695 habitantes y una densidad poblacional de 102,38 personas por km².

## Geografía
Memphis se encuentra ubicado en las coordenadas 38°29′42″N 85°46′1″O / 38.49500, -85.76694. Según la Oficina del Censo de los Estados Unidos, Memphis tiene una superficie total de 6.79 km², de la cual 6.73 km² corresponden a tierra firme y (0.88%) 0.06 km² es agua.

## Demografía
Según el censo de 2010, había 695 personas residiendo en Memphis. La densidad de población era de 102,38 hab./km². De los 695 habitantes, Memphis estaba compuesto por el 96.55% blancos, el 1.73% eran afroamericanos, el 0% eran amerindios, el 0% eran asiáticos, el 0% eran isleños del Pacífico, el 1.15% eran de otras razas y el 0.58% pertenecían a dos o más razas. Del total de la población el 1.44% eran hispanos o latinos de cualquier raza.